# William Cook
William Cook (Coleraine, Irlanda del Norte; 20 de enero de 1909 - Liverpool, Inglaterra; 11 de diciembre de 1992) fue un futbolista y entrenador norirlandés.

## Trayectoria
Inició su carrera en el fútbol en Escocia con el equipo juvenil Port Glasgow Athletic Juniors. Luego, se trasladó al Celtic con el cual ganó su primera medalla.
En diciembre de 1932, Cook fue transferido al Everton y ganó la Copa FA de 1933 con una victoria por 3-0 sobre el Manchester City en Wembley. Además del campeonato de liga en 1939.
Después de los años de la Segunda Guerra Mundial, Cook se unió al Rhyl como jugador-entrenador en octubre de 1946. Dirigió al SK Brann en 1947, antes de regresar al Reino Unido para entrenar brevemente al Sunderland. Luego de muchos viajes, se reincorporó al SK Brann durante un par de años y se mudó a Sudamérica para entrenar a la selección de Perú. Volvió a Gran Bretaña para dirigir al Portadown. 
Luego, tras una etapa como director del equipo juvenil de Irlanda del Norte, volvió al extranjero y pasó un año como director técnico de la selección nacional de Irak. Regresó al Reino Unido nuevamente en 1956, donde trabajó como entrenador en Wigan y como entrenador en Crewe antes de convertirse en entrenador en Norwich en 1958.

## Clubes

### Como jugador
| Club                          | País       | Año       |
| ----------------------------- | ---------- | --------- |
| Port Glasgow Athletic Juniors | Escocia    | 1928–1930 |
| Celtic                        | Escocia    | 1930–1932 |
| Everton                       | Inglaterra | 1932–1939 |
| Wrexham                       | Gales      | 1945–1946 |
| Ellesmere Port Town           | Inglaterra | 1946      |
| Rhyl                          | Gales      | 1946–1947 |

### Como entrenador
| Club                         | País              | Año       |
| ---------------------------- | ----------------- | --------- |
| Rhyl                         | Gales             | 1946–1947 |
| SK Brann                     | Noruega           | 1947      |
| Sunderland A.F.C.            | Inglaterra        | 1948–1949 |
| SK Brann                     | Noruega           | 1949–1951 |
| Selección de fútbol del Perú | Perú              | 1953      |
| Portadown F.C.               | Irlanda del Norte | 1954–1955 |
| Selección de fútbol de Irak  | Irak              | 1955–1956 |
| Wigan Athletic F.C.          | Inglaterra        | 1956      |
| Crewe Alexandra F.C.         | Inglaterra        | 1957–1958 |
| Norwich City F.C.            | Inglaterra        | 1958      |